# La Damnation de Faust (pel·lícula)
La Damnation de Faust és una pel·lícula muda francesa de Georges Méliès, estrenada el 1898, produïda per Star Film Company. Georges Méliès va adaptar el mite de Faust en tres altres pel·lícules : Faust et Marguerite (1897), Faust aux enfers (1903), i Damnation du docteur Faust (1904).